# Dune (roman)
Dune (titlu original Dune) este un roman science fiction scris de Frank Herbert și apărut în anul 1965. A câștigat premiul Hugo în 1966 și premiul inaugural Nebula pentru "Cel mai bun roman". Dune este deseori amintit ca fiind cel mai bine-vândut roman science fiction.
Cu o acțiune care se desfășoară într-un viitor îndepărtat în mijlocul unui imperiu interstelar feudal în expansiune, în care planetele sunt controlate de case nobiliare care au jurat credință Casei imperiale Corrino, Dune relatează povestea tânărului Paul Atreides (moștenitorul Ducelui Leto Atreides și al Casei Atreides), din momentul în care familia sa acceptă să conducă planeta deșertică Arrakis, singura sursă a "mirodeniei" numite melanj, cea mai importantă și mai valoroasă substanță din univers. Povestea explorează interacțiunile complexe, pe mai multe niveluri, privind politica, religia, ecologia, tehnologia și emoțiile umane din timpul confruntării între forțele Imperiului pentru controlul Arrakisului și a "mirodeniei" sale.
Herbert a scris cinci continuări la acest roman: Mântuitorul Dunei, Copiii Dunei, Împăratul-Zeu al Dunei, Ereticii Dunei și Canonicatul Dunei. Primul roman a stat și la baza ecranizării din 1984 realizată de David Lynch, precum și a serialului de televiziune realizat în 2000 de Sci Fi Channel, Dune, și a continuării acestuia din 2003, Copiii Dunei, a unor jocuri pe calculator, a unui joc cu pioni, a unor cântece și a unei serii de preludii, romane intercalate și continuări scrise în colaborare de Kevin J. Anderson și de fiul autorului, Brian Herbert, începând din 1999.

## Origini

După ce a publicat romanul The Dragon in the Sea în 1957, Herbert a zburat în Florence, Oregon, la marginea nordică a Oregon Dunes, unde Departamentul Agriculturii Statelor Unite experimenta folosirea plantelor pentru stabilizarea dunelor de nisip, care puteau "înghiți orașe, lacuri, râuri, autostrăzi întregi." Articolul lui Herbert pe tema dunelor, "Au oprit nisipurile care se deplasau", nu a fost terminat niciodată (fiind publicat abia peste decenii, în The Road to Dune), dar cercetările întreprinse i-au stârnit autorului interesul pentru ecologie.
Herbert și-a petrecut următorii cinci ani documentându-se, scriind și revizuind ceea ce avea să devină romanul Dune, serializat în revista Analog între 1963 și 1965 sub forma a două opere mai scurte, Lumea Dunei și Profetul Dunei. Herbert și-a dedicat opera "oamenilor a căror muncă merge dincolo de idei, în lumea 'materială' -  ecologiștilor terenurilor uscate, oriunde ar fi aceștia, oricând vor fi lucrat, le este dedicat acest efort de prezicere, cu respect și admirație." Versiunea serializată a fost extinsă și revizuită - și respinsă de mai mult de douăzeci de editori - înainte de a fi publicată de Chilton Books, o mică editură cunoscută în special pentru manualele de auto-reparare.

## Rezumat

### Cadru
La peste 23.000 de ani în viitor, rasa umană s-a împrăștiat în universul cunoscut, populând nenumărate sisteme planetare, conduse de casele regale aristocratice care se supun Împăratului Padișah Shaddam Corrino IV. Știința și tehnologia au evoluat dincolo de limitele timpurilor actuale. Din cauza unui incident petrecut cu 10.000 de ani în urmă, cunoscut ca Jihadul butlerian, calculatoarele și inteligențele artificiale sunt interzise. În absența acestor dispozitive, funcția lor este preluată de oameni cu minți foarte dezvoltate, numiți mentați.
În afara acestora, au apărut diverse organizații menite să umple locul ocupat anterior de "mașinile gânditoare". Doar două dintre ele au supraviețuit: Ghilda Spațială, specializată în matematică, care a monopolizat călătoriile spațiale realizate cu ajutorul navigatorilor, și puternicul ordin matriarhal numit Bene Gesserit, al cărei obiectiv principal îl constituie protejarea și evoluția rasei umane. Sursa abilităților lor este substanța numită mirodenia melanj, care se găsește doar pe planeta deșertică Arrakis. Mirodenia prelungește viața celor care o consumă și permite anumite capacități preștiente.
Corporația CHOAM este principala pârghie a economiei imperiale, stabilind veniturile și obligațiile financiare ale fiecărei Case. Cheia puterii lor este controlul Arrakis-ului. Mirodenia este crucială pentru navigatorii Ghildei Spațiale, care depind de ea pentru a stabili un traseu sigur al navelor Ghildei, folosind preștiința și tehnologia "plierii spațiului" care le permite călătoria instantanee în orice colț al universului.
Mirodenia le dă acolitelor Bene Gesserit, denumite deseori "vrăjitoare", abilități mentale și fizice, dezvoltate în parte prin condiționarea antrenamentului prana-bindu. O acolită Bene Gesserit devine Cucernică Maică după ce trece printr-un ritual primejdios numit agonia mirodeniei, în cadrul căruia ingerează o doză în mod normal letală dintr-un narcotic al preștiinței, fiind obligată să îl neutralizeze în interiorul ei. Supraviețuirea acestui ritual îi descătușează ego-ul și amintirile tuturor strămoșilor ei pe linie feminină. O Cucernică Maică este sfătuită să evite locul din conștiința ei ocupa de memoria genetică a strămoșilor ei pe linie masculină. Bene Gesserit conduc un program genetic secret, vechi de milenii, al cărui scop îl reprezintă producerea unui mascul echivalent unei Bene Gesserit, pe care îl numesc Kwisatz Haderach. Acest bărbat nu ar fi capabil doar să supraviețuiască agoniei mirodeniei și să acceseze amintirile strămoșilor pe linie masculină, ci se așteaptă să posede "puteri mentale organice (care pot) uni spațiul și timpul". Bene Gesserit vor ca acest Kwisatz Haderach să le ofere posibilitatea de a controla problemele omenirii mult mai eficient.
Planeta Arrakis este acoperită de un ecosistem deșertic, ostil majorității formelor de viață. Ea este casa fremenilor, luptători feroce care călăresc giganticii viermi de nisip ai deșertului și ai căror conducători sunt aleși prin luptă. Fremenii au ritualuri complexe și un sistem bazat pe păstrarea apei de pe planeta lor aridă; ei păstrează apa distilată a morților, consideră scuipatul un gest de respect, iar lacrimile cel mai prețios dar care poate fi oferit unui mort. Romanul sugerează că fremenii s-au adaptat fiziologic mediului lor, sângele lor coagulându-se aproape instantaneu pentru a preveni pierderea apei. Și cultura fremenă se învârte în jurul mirodeniei care se găsește în deșert și se recoltează sub riscul atacului viermilor de nisip. La fel ca și în cazul altor planete superstițioase, eforturile misionare ale Bene Gesserit au reușit să aducă religia și profețiile pe Arrakis, dându-le fremenilor credința într-un mântuitor, Lisan al-Gaib (Vocea din altă lume), care va veni într-o zi de pe altă lume pentru a transforma Arrakisul într-o lume mai ospitalieră.

### Intriga

Împăratul Shaddam IV a ajuns să se teamă de Casa Atreides din cauza popularității în creștere a Ducelui Leto Atreides și a faptului că puterea de luptă a lui Leto a început să rivalizeze cu sardaukarii Împăratului, a căror imagine de invincibilitate a ajutat la păstrarea puterii imperiale. Shaddam pune la cale distrugerea Casei Atreides, dar nu poate risca atacul asupra unei singure Case, deoarece acest lucru nu ar fi acceptat de Landsraad, adunarea Caselor conducătoare. În schimb, împăratul apelează la ura veche de secole dintre Casa Atreides și casa Harkonnen, incluzându-l pe strălucitorul și însetatul de putere Baron Vladimir Harkonnen în planul său capcană de a-i elimina pe atreizi. Shaddam îl ademenește pe Leto să accepte mutarea fiefului său pe planeta deșertică Arrakis, controlată anterior de harkonneni, singura sursă cunoscută a mirodeniei numită melanj.
Intriga politică este complicată de faptul că fiul Ducelui, Paul Atreides, este o componentă esențială a programului genetic secret, vechi de secole, al Bene Gesserit. Concubinei lui Leto, Doamna Jessica, i s-a ordonat de către Bene Gesserit să îi dăruiască Ducelui o fiică. Din uniunea acesteia cu moștenitorul Harkonnen se așteaptă apariția lui Kwisatz Haderach. Jessica a încălcat aceste ordine, dăruindu-i Ducelui fiul pe care și-l dorea, iar Jessica se gândește că Paul poate fi chiar el Kwisatz Haderach, născut cu o generație mai repede.
Atreizii se așteaptă la intrigi și provocări în timpul guvernării Arrakisului, depășind capcanele și complicațiile inițiale ale hakonnenilor prin câștigarea încrederii populației locale a fremenilor, cu care speră să se alieze. Totuși, atreizii se dovedesc incapabili să facă față unui atac devastator al harkonnenilor susținut de sardaukari imperiali deghizați în trupe harkonnen, atac facilitat de trădarea unui membru al Casei Atreides — doctorul Suk Wellington Yueh. Casa Atreides este împrăștiată, mentatul Thufir Hawat este capturat de Baron și convins să lucreze pentru el, soldatul-trubadur Gurney Halleck se alătură unor contrabandiști, iar Duncan Idaho este ucis în timp ce îi apăra pe Paul și Jessica. Ca parte a înțelegerii, Yueh i-l duce Baronului pe Ducele captiv, dar îl trădează și pe Baron ajutând la evadarea lui Paul și a Jessicăi. Baronul îl ucide pe Yueh și scapă de tentativa Ducelui de a-l asasina înainte de a se sinucide, în locul său fiind ucis mentatul său, Piter De Vries. Cu ajutorul lui Duncan, Yueh, a conducătorului fremen și planetologul imperial Liet-Kynes, Paul și Jessica scapă de urmăritorii ei și se refugiază în adâncul deșertului.
Abilitățile Bene Gesserit ale Jessicăi și cele pe care Paul și le descoperă îi ajută să se alăture unui trib fremen, căruia îi învață rapid modul de viață. Jessica devine Cucernică Maică, înghițind Apa Vieții în timp ce e însărcinată cu al doilea copil; fiica ei nenăscută Alia participă la acest ritual, căpătând toate abilitățile unei Cucernice Maici înainte de a se naște. Paul se îndrăgostește de o fremenă, Chani, care îi dăruiește un băiat. Anii trec, iar Paul își dă seama tot mai mult de forța pe care o reprezintă fremenii, fiind capabili chiar să îi înfrângă pe sardaukarii "de neoprit" și să preia din nou controlul Arrakisului. Trăind cu dieta de mirodenie a fremenilor, preștiința lui Paul crește dramatic, permițându-i să prevadă evenimente viitoare și să câștige respectul religios al fremenilor, care îl consideră mântuitorul din profeții. Pe măsura creșterii influenței lui Paul, începe să conducă un jihad împortiva stăpânirii Harkonnen a planetei, sub noul său nume, Muad'Dib. Cu ajutorul preștiinței, Paul își dă seama că, dacă nu are grijă, fremenii vor extinde acest jihad la scara întregului univers cunoscut, lucru descris de Paul ca un efort subconștient al omenirii de a evita stagnarea genetică.
Atât Împăratul, cât și Baronul Harkonnen devin tot mai îngrijorați de creșterea fervoarei pe care fanaticii religioși de pe Arrakis i-o arată acestui "Muad'Dib", fără a ghici că acest coducător este Paul, pe care îl cred mort. Harkonnen vrea să îl înlocuiască pe nepotul său brutal, Glossu Rabban - care se ocupă de administrarea planetei -, cu nepotul și moștenitorul său Feyd Rautha, în speranța că acesta va câștiga respectul populației. Împăratul nu are încredere în mișcările Baronului și trimite spioni pe urmele sale. Hawat explică îndoielile Împăratului: sardaukarii, aproape invincibili în bătălie, sunt pregătiți pe planeta închisoare Salusa Secundus, ale cărei condiții inospitaliere permit doar supraviețuirea celui mai bun. Arrakis oferă condiții similare, iar Împăratul se teme că Baronul ar putea recruta de acolo o forță care să rivalizeze cu sardaukarii săi, exact lucrul pe care intenționa să îl facă, înaintea distrugerii ei, Casa Atreides. Paul și Guerney ajung din nou împreună, acesta din urmă fiind convins că Jessica este trădătorul care a dus la căderea Casei, fiind pe punctul de a o asasina înainte de a fi oprit de Paul. Tulburat de faptul că preștiința sa nu a prezis această posibilitate, Paul decide să ia Apa Vieții, un gest care fie îi va confirma rolul de Kwisatz Haderach, fie îl va omorî. După ce petrece trei săptămâni într-o stare similară morții, Paul își revine cu puteri sporite; este capabil să vadă trecutul, prezentul și viitorul după voie. Privind în spațiu, vede că Împăratul și harkonnenii au adunat o armată uriașă pentru a invada planeta și a prelua controlul ei. Paul își dă seama și de modul în care poate controla producția de mirodenie de pe Arrakis:: saturarea câmpurilor de mirodenie cu apa vieții va produce o reacție în lanț care va distruge toată mirodenia de pe planetă.
În timpul unui atac imperial asupra unei așezări fremene este ucis fiul lui Paul, iar fata de patru ani, Alia, este capturată de sardaukari și dusă în capitala planetei, Arrakeen, de unde Baronul Harkonnen se străduiește să înnăbușe jihadul, aub atenta supraveghere a Împăratului. Împăratul este surprins de sfidarea Aliei și de încrederea pe care o are în fratele ei, despre care află că este Paul Atreides. În acel moment, sub acoperirea unei gigantice furtuni de nisip, Paul și armata sa de fremeni atacă orașul; în confuzia generată, Alia îl ucide pe Baron. Paul înfrânge rapid apărarea orașului și se confruntă cu Împăratul, pe care îl amenință cu distrugerea mirodeniei, lucru care ar însemna încheierea călătoriilor spațiale și știrbirea puterii imperiale și a Bene Gesserit dintr-o mișcare. Feyd-Rautha îl provoacă pe Paul la un duel cu cuțite, dar este înfrânt. Înțelegând că Paul este capabil să își ducă la îndeplinire amenințările, Împăratul este obligat să abdice și să accepte mariajul fiicei lui, Prințesa Irulan, cu Paul. Paul urcă pe tron, controlul său asupra Arrakisului și a mirodeniei stabilind o nouă putere asupra Imperiului care schimbă fața universului cunoscut. Cu toate acestea, Paul își dă seama că este incapabil să oprească jihadul pe care l-a văzut în viziunile sale, statutul său legendar printre fremeni trecând dincolo de punctul în care îl mai poate controla.

## Personaje

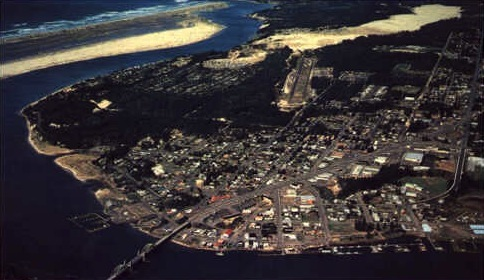
Vedere aeriană a localității Florence din statul american Oregon ale cărei dune de nisip au servit ca bază de inspirație pentru Frank Herbert.

Personajele din universul Dune, de cele mai multe ori, fac parte dintr-o anumită casă.

### Casa Atreides
- Ducele Casei Atreides - conducătorul Casei Atreides
- Doamna Jessica - Bene Gesserit, concubina Ducelui, mama lui Paul și a Aliei
- Paul Atreides - fiul Ducelui
- Alia Atreides - sora mai mică a lui Paul
- Thufir Hawat - mentatul și Maestrul Asasin al Casei Atreides
- Gurney Halleck - loialul războinic trubadur al Casei Atreides
- Duncan Idaho - Maestrul de arme al Casei Atreides, absolvent al Școlii Ginaz
- Wellington Yueh - doctorul Suk al Casei Atreides

### Casa Harkonnen
- Baronul Vladimir Harkonnen - conducătorul Casei Harkonnen
- Piter De Vries - mentatul strâmb al Casei Harkonnen
- Feyd-Rautha - nepotul și moștenitorul Baronului
- Glossu 'Bestia' Rabban (Rabban Harkonnen) - nepotul mai vârstnic al Baronului
- Iakin Nefud - Capitanul gărzii

### Casa Corrino
- Shaddam Corrino IV - Împărat Padișah al universului cunoscut (al Imperiului)
- Prințesa Irulan - fiica cea mai mare și moștenitoarea împăratului
- Contele Hasimir Fenring - un eunuc genetic și cel mai apropiat prieten și sfetnic al Împăratului

### Bene Gesserit
- Cucernica Maică Gaius Helen Mohiam - uneltitoare Bene Gesserit, Dreptvorbitoarea împăratului
- Doamna Margot Fenring - soția Bene Gesserit a Contelui Fenring

### Fremenii
- Fremenii, ca grup
- Stilgar - Naib (căpetenie) fremen din Sietch Tabr
- Chani - concubina fremenă a lui Paul
- Liet-Kynes - planetologul imperial de pe Arrakis, tatăl Chaniei, persoană respectată de fremeni

### Contrabandiștii
- Esmar Tuek - conduce operațiunile de contrabandă, se împrietenește cu Guerney pe care îl ia alături de el, împreună cu supraviețuitorii care îl urmau

## Traducere în limba română
- 1992 - Dune (2 vol.), Ed. Nemira, Colecția "Nautilus", nr. 6-7, traducere Ion Doru Brana
- 1993 - Dune (2 vol.), ediția a II-a, Ed. Nemira, Colecția "Nautilus", nr. 6-7, traducere Ion Doru Brana
- 1994 - Dune (2 vol.), ediția a III-a, Ed. Nemira, Colecția "Nautilus", nr. 6-7, traducere Ion Doru Brana
- 1998 - Dune. Mântuitorul Dunei, Ed. Nemira, Colecția "Nautilus", nr. 143-144, traducere Ion Doru Brana
- 2003 - Dune, Ed. Nemira, Colecția "Nautilus", nr. 177, traducere Ion Doru Brana, 640 pag., ISBN 973-569-593-4
- 2005 - Dune, Ed. Nemira, Colecția "Nautilus", traducere Ion Doru Brana, 824 pag., ISBN 978-973-569-748-8
- 2009 - Dune (2 vol.), Ed. Adevărul, Colecția "Biblioteca Adevărul", nr. 54-55, traducere Ion Doru Brana, 752 pag.
- 2012 - Dune (cartonată), Ed. Nemira, Colecția "Nautilus", traducere Ion Doru Brana, 816 pag., ISBN 978-606-579-359-0
- 2013 - Dune, Ed. Nemira, Colecția "Nautilus", traducere Ion Doru Brana, 816 pag., ISBN 978-606-579-632-4

## Analiză

Coperta ediției apărute în Biblioteca Adevărul

### Mediu și ecologie
Dune a fost supranumit "primul roman de ecologie planetară la scară mare". După ce Rachel Carson a publicat Silent Spring în 1962, scriitorii de science fiction au început să trateze subiectul ecologiei și consecințele sale. În 1965, Dune a răspuns cu descrierea sa complexă a vieții de pe Arrakis, de la giganții viermi de nisip (pentru care apa e mortală) până la micile forme de viață asemănătoare șoarecilor adaptate să trăiască cu puțină apă. Populația indigenă, fremenii, trebuie să se adapteze mediului pentru a supraviețui, sacrificându-și unele dintre dorințele pentru o planetă scăldată de ape, astfel încât să poată păstra viermii de nisip, atât de importanți în cultura lor. Creația ecologică complexă și unică din Dune a fost succedată de alte romane science fiction cum ar fi A Door into Ocean (1986) și Marte-roșu (1992). Specialiștii de mediu au arătat că popularitatea cărții Dune ca roman ce descrie o planetă sub forma unui sistem viu, în combinație cu primele imagini ale Pământului văzut din spațiu (publicate în aceeași perioadă), au influențat decisiv mișcările ecologice, ducând la stabilirea unei zile internaționale a planetei Pământ.

### Imperii în declin
Erudiții au comparat portretizarea căderii imperiului galactic din Dune cu Istoria declinului și a prăbușirii Imperiului roman a lui Edward Gibbon, publicată în 1776, care argumentează că disensiunile și corupția au dus la căderea Romei Antice. În "History and Historical Effect in Frank Herbert's Dune" (1992), Lorenzo DiTommaso remarcă asemănările dintre cele două opere, subliniind excesele Împăratului pe planeta sa, Kaitain, și ale Baronului Harkonnen în palatul său. Eficiența de conducător a Împăratului se pierde din cauza ceremoniilor și fastului, coaforii și ajutoarele pe care le ia cu el pe Arrakis fiind denumite "paraziți". Baronul Harkonnen este corupt din punct de vedere material și decadent din punct de vedere sexual. Declinul și prăbușirea lui Gibbon pune căderea Romei pe seama ideilor decadente preluate din țările cucerite și pe excesele generate de ele. Gibbon consideră că luxul i-a înmuiat pe soldații Romei, deschizând calea atacurilor. În mod similar, sardaukarii Împăratului nu sunt pe potriva fremenilor de pe Dune, deoarece primii sunt prea siguri pe ei, în timp ce ultimii sunt predispuși la sacrificiu de sine. Fremenii pun binele comunității înaintea binelui propriu, în timp ce lumea exterioară se scaldă în luxul obținut pe seama altora.

## Părere generală

Ediția cartonată a editurii Nemira

### Ecranizări viitoare

Ediție comună Dune - Mântuitorul Dunei